# دیوید جی. برانزیک
دیوید جی. برانزیک (به انگلیسی: David J. Bronczek) (زاده ۱۹۴۳) کارآفرین، بازرگان و مدیر ارشد اجرایی آمریکایی است، که در حال حاضر به‌عنوان مدیر عامل اجرایی و رییس هیئت مدیره شرکت فدکس اکسپرس فعالیت می‌کند.